# Drosophila amphibolos
Drosophila amphibolos este o specie de muște din genul Drosophila, familia Drosophilidae, descrisă de Tsacas și Chassagnard în anul 1990.
Este endemică în Madagascar. Conform Catalogue of Life specia Drosophila amphibolos nu are subspecii cunoscute.